# Bathory (formație)
Bathory a fost o formație de muzică metal, care a influențat și continuă să influențeze multe trupe actuale de metal. E considerată părintele viking metal-ului și printre primele trupe de black metal. Numele este inspirat de contesa ungară Elisabeta Báthory.

## Membrii trupei
Componența finală
- Quorthon (Thomas Börje Forsberg) – voce, chitară, chitară bas, baterie (1983–2004)

Previous members
- Freddan/Hanoi (Fredrik Melander) – chitară bas (1983–1984)
- Vans McBurger (Jonas Åkerlund) – baterie (1983–1984)
- Ribban – chitară bas (1984)
- Stefan Larsson – baterie (1984–1986)
- Adde – chitară bas (1985)
- Paul Pålle Lundburg – baterie (1986–1987)
- Kothaar – chitară bas (1988–1996)
- Vvornth – baterie (1988–1996)

## Discografie

### Albumuri studio
- Bathory (1984)
- The Return...... (1985)
- Under the Sign of the Black Mark (1987)
- Blood Fire Death (1988)
- Hammerheart (1990)
- Twilight of the Gods (1991)
- Requiem (1994)
- Octagon (1995)
- Blood on Ice (1996) – înregistrat în 1989
- Destroyer of Worlds (2001)
- Nordland I (2002)
- Nordland II (2003)

### Compilații
- Jubileum Volume I (1992)
- Jubileum Volume II (1993)
- Jubileum Volume III (1998)
- Katalog (2001)
- In Memory of Quorthon (2006)